# サクラ (ソフトウェア)
サクラは、テキストから作曲や演奏ができるDTMソフトウェアである。動作するOSは、Microsoft Windows 98 / Me / 2000 / XP / Vista / 7 / macOS / Linux。開発者はクジラ飛行机（くじらひこうつくえ）で、プログラムのソースコードは公開されている。
公式サイトでは、サクラで制作されたユーザーの曲が多数公開されており、サポートサイトも充実している。
また、MIDIファイルへのコンパイルは、「dSakura.dll」というDLLを使用しており、このDLLを利用してソフトウェアを開発することもできる。
2012年8月21日時点での最新バージョンは、エディタがVer.2.375(2010年5月31日更新)、DLLがver. 2.374（2010年2月9日更新)。

## 特徴
サクラでは、MMLや、独自のストトン表記と呼ばれる記述方法を用いて音楽を作曲することができる。
「cdefgab」のようなアルファベットを用いてメロディを入力するMMLに対して、ストトン表記は、「ドレミファソラシ」と、日本語でメロディを入力することができる。様々なパラメータも日本語に対応しているので、音楽やMIDIなどの高度な知識を持たなくても、本格的な打ち込みを楽しむことができる。
さらに、エクスクルシーブ（音源独自の命令のこと）を送信してシンセサイザーを操作したり、マクロによる制御を用いることで、よりマニアックな打ち込みも可能で、上級者でも十分満足することができるであろう。

### コード例
「蛙の歌」のコード例を以下に示す。

#### ストトン表記
```
トラック1
音色(GrandPiano)
音階5 音符4

ドレミファミレドー
ミファソラソファミー
ドードードードー
音符8
ドドレレミミファファ
音符4
ミレドー

```

#### MML表記
```
Track(1)
Voice(GrandPiano)
o5 l4

cdefedc^
efgagfe^
c^c^c^c^
l8 ccddeeff l4 edc^

```